# Ferrovia Alessandria-Piacenza
La ferrovia Alessandria-Piacenza è una linea ferroviaria italiana che corre a cavallo tra le regioni Emilia-Romagna, Lombardia e Piemonte.
È lunga 96 km, la gestione è di competenza di RFI, che la classifica come fondamentale.
Collega il nodo ferroviario di Alessandria, in Piemonte, con quello di Piacenza in Emilia-Romagna, toccando le città di Tortona, Voghera e Stradella. Il tratto tra Voghera e Tortona è condiviso con la ferrovia Milano-Genova, motivo per cui ne è previsto il quadruplicamento.

## Storia
La realizzazione di una linea ferroviaria tra Alessandria e Stradella venne autorizzata con una legge del Regno di Sardegna nel luglio 1854; a seguito dell'approvazione di questo atto vennero costituite tre società che si candidarono per l'esecuzione dei lavori: la Società Sarda Centrale nata a Genova nel 1855 con l'appoggio del senatore Francesco Sauli, una società di matrice inglese, guidata dall'ingegnere Ralph Bonfil e la Società Anonima della Strada Ferrata da Alessandria ai confini di Piacenza e di Lombardia costituita a Voghera nell'ottobre 1855. Nel gennaio 1856 fu quest'ultima società ad ottenere la concessione per la costruzione, dopo lunghi contenziosi che avevano coinvolto anche diversi parlamentari del regno; la concessione originaria prevedeva una durata di 85 anni, lasciando, al contempo, però, la possibilità allo stato di riscattare l'infrastruttura dopo 30 anni. Già in questa fase il consiglio della provincia di Voghera sostenne la necessità di non limitare la ferrovia a Stradella, ma di prolungarla successivamente per Piacenza.
I lavori per la costruzione della ferrovia furono autorizzati il 16 gennaio 1856: il progetto iniziale prevedeva il tronco tra Alessandria e Stradella, oltreché la diramazione da Tortona a Novi Ligure; secondo la concessione la loro conclusione era prevista entro due anni. Il 3 maggio successivo il Ministero dei lavori pubblici approvò il progetto del percorso della linea, la cui costruzione, assegnata all'azienda Pianezza & Mazza, poté essere avviata nel mese di luglio.
| Tratta                         | Inaugurazione    |
| ------------------------------ | ---------------- |
| Alessandria-Voghera            | 1º novembre 1857 |
| Voghera-Casteggio              | 25 gennaio 1858  |
| Casteggio-Stradella            | 22 luglio 1858   |
| Stradella-Castel San Giovanni  | 5 settembre 1859 |
| Castel San Giovanni-San Nicolò | 20 ottobre 1859  |
| San Nicolò-ponte Trebbia       | 20 novembre 1859 |
| ponte Trebbia-Piacenza         | 19 gennaio 1860  |

Nonostante alcuni rallentamenti dovuti a controversie con la società costruttrice, i primi viaggi di collaudo nel tratto tra Alessandria e Tortona e Voghera avvennero nell'estate del 1857; la linea venne poi autorizzata all'esercizio il 30 ottobre 1857 e il giorno successivo avvenne l'inaugurazione ufficiale alla presenza del re Vittorio Emanuele II, del presidente del consiglio Camillo Benso, conte di Cavour e dei ministri Urbano Rattazzi e Pietro Paleocapa; l'effettivo inizio della circolazione avvenne due giorni dopo la cerimonia. Il tratto tra Voghera e Casteggio fu inaugurato il 25 gennaio 1858; nel luglio successivo fu aperto il tronco fino a Stradella.
Nel frattempo, nel maggio 1857, alcuni banchieri piacentini avevano ottenuto una concessione della durata di 68 anni per la costruzione di una ferrovia che collegasse Piacenza al confine sardo transitando per Castel San Giovanni; in seguito a ciò il 6 luglio 1857 nacque la Società delle ferrovie di Piacenza. Nell'aprile 1858 la società sarda e quella piacentina stipularono una convenzione che prevedeva il collegamento delle due infrastrutture. Nel giugno 1858 fu approvato dalla Camera un decreto per la facilitazione per l'unione della Società della ferrovia da Alessandria e Novi a Stradella con quella di Piacenza.
Nel 1859 i territori del Ducato di Parma e Piacenza furono incorporati alle Province Unite del Centro Italia e successivamente annessi al Regno di Sardegna a seguito del plebiscito del 12 marzo 1860: nel luglio 1859 la società piacentina cedette la sua concessione allo stato sabaudo, in seguito a ciò furono aperti i tratti di percorso piacentini, l'ultimo dei quali, quello tra il ponte sul fiume Trebbia e il capoluogo, venne aperto al traffico il 19 gennaio 1860.
Inizialmente a binario unico, la ferrovia venne dotata del secondo binario negli anni '90 del XIX secolo.
A partire dal primo luglio 1905, a seguito dell'approvazione della legge numero 137 datata 22 aprile 1905, l'esercizio della linea ferroviaria fu assunto direttamente dallo stato italiano, tramite la neocostituita Azienda autonoma per l’esercizio delle Ferrovie Italiane, sottoposta al controllo del ministero dei lavori pubblici.
Nella notte del 31 maggio 1962 si verificò un incidente nella stazione di Voghera: un treno merci proveniente da Milano investi la coda di un treno passeggeri in sosta sul terzo binario in procinto di partire per Genova: l'incidente provocò 60 vittime e 40 feriti, 4 dei quali si spensero successivamente in ospedale portando il totale delle vittime a 64.
Tra il 2020 e il 2021 buona parte delle stazioni presenti lungo la linea, tra cui quelle di Casteggio, Santa Giuletta, Stradella, Arena Po, Sarmato e Rottofreno furono trasformate in impresenziate nell'ambito di un piano che prevede che tutte le stazioni intermedie della linea vengano successivamente rese imprsenziate e sottoposte al comando da parte del Dirigente Centrale Operativo della stazione di Milano Greco Pirelli.
Nell'ambito dei lavori per la realizzazione del terzo valico è stato previsto il quadruplicamento della linea tra le stazioni di Tortona e Voghera, intervento per cui è stato completato il progetto di fattibilità tecnico economica nell'ottobre 2021. Successivamente, nel marzo 2022 è stato indetto un dibattito pubblico sull'opera. Nell'ottobre successivo, Rete Ferroviaria Italiana ha lanciato il sito web dedicato al dibattito pubblico tra l'azienda e le istituzioni e i cittadini del territorio per la raccolta di opinioni e suggerimenti sull'opera. Il dibattito pubblico è terminato il 1º febbraio 2023, quando è avvenuta la presentazione della relazione conclusiva.

## Caratteristiche
La linea ferroviaria ha un percorso pianeggiante, è a doppio binario a scartamento da 1435 mm, è elettrificata in corrente continua da 3000 V, supporta un peso assiale di 22,5 t per asse ed ha una pendenza massima del 6‰.

## Percorso

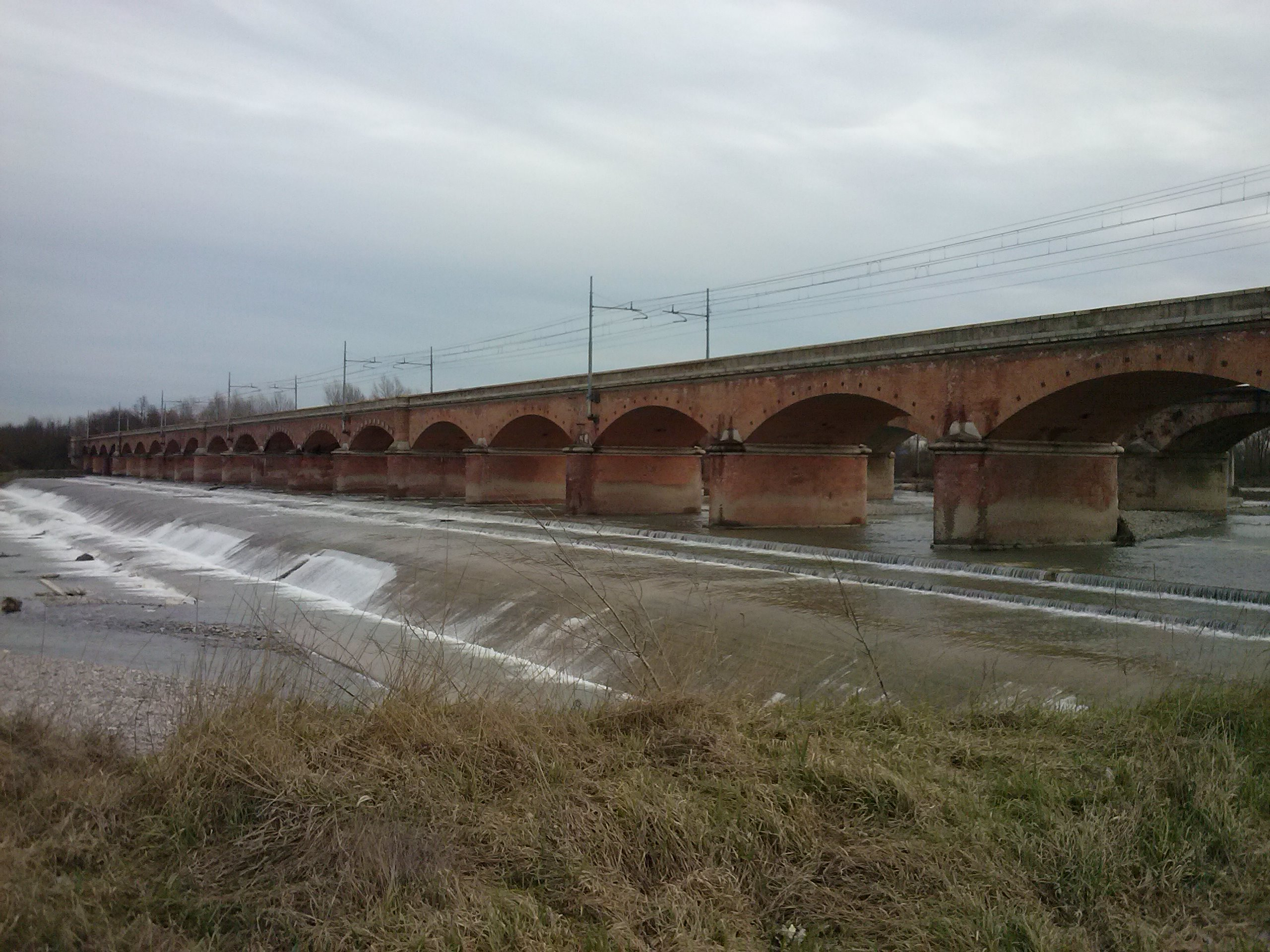
Il ponte ferroviario sul Trebbia tra Piacenza e San Nicolò a Trebbia

| Unknown route-map component "vCONTg" | Unknown route-map component "d" |

| Unknown route-map component "v-SHI2gr" | Unknown route-map component "dSTR" |  |

| Unknown route-map component "KDSTaq" | Unknown route-map component "dABZgr+r" | Unknown route-map component "vBHF" |  |  |

| Unknown route-map component "v-SHI2g+r" | Unknown route-map component "dSTR" |  |

| Unknown route-map component "dvCONTgq" | Unknown route-map component "SPLeq" | Unknown route-map component "vABZgr-STR" |  |  |

| Unknown route-map component "dWASSERq" | Unknown route-map component "vWBRÜCKE1" | Unknown route-map component "dWASSERq" | Unknown route-map component "d" |

| Unknown route-map component "dCONTgq" | Unknown route-map component "v-STRr" | Unknown route-map component "vSTR-" |  |

| Station on track |

| Unknown route-map component "HSTeBHF" |

| Unknown route-map component "CONT2" | Unknown route-map component "STR+c3" |  |

| Unknown route-map component "STRc1" | Unknown route-map component "ABZg+4" |  |

|  | Unknown route-map component "eABZg+4" |

| Unknown route-map component "SKRZ-Au" |

|  | Unknown route-map component "uexSTR+l" | Unknown route-map component "emKRZ" | Unknown route-map component "uexCONTfq" |  |

|  | Unknown route-map component "uexhKRZWae" | Unknown route-map component "hKRZWae" |  |  |

| Unknown route-map component "CONTgq" | Unknown route-map component "uxmKRZ" | Unknown route-map component "ABZg+r" |  |  |

|  | Unknown route-map component "uexBHF" | Station on track |  |  |

|  | Unknown route-map component "uexABZgl" | Unknown route-map component "emABZgr" |  |  |

| Unknown route-map component "uexCONTgq" | Unknown route-map component "uexABZrml" | Unknown route-map component "eKRZo" | Unknown route-map component "exCONTfq" |  |

| Unknown route-map component "HSTeBHF" |

| Small bridge over water |

| Straight track + Unknown route-map component "GRZq" |

| Unknown route-map component "exKBHFa" | Station on track |  |

| Unknown route-map component "exBS2l" | Unknown route-map component "exBS2r" + Unknown route-map component "ABZg2" | Unknown route-map component "STRc3" |

| Unknown route-map component "exLSTR~L" | Unknown route-map component "exLSTR~R" + Unknown route-map component "STR+c1" | Unknown route-map component "CONT4" |

| Unknown route-map component "dWASSERq" | Unknown route-map component "exdWBRÜCKE" | Unknown route-map component "dWBRÜCKE" | Unknown route-map component "dWASSERq" | Unknown route-map component "d" |

| Unknown route-map component "exdCONTgq" | Unknown route-map component "exv-STRr" | Unknown route-map component "vSTR-" |  |

| Small bridge over water |

| Unknown route-map component "HSTeBHF" |

| Unknown route-map component "HSTeBHF" |

|  | Unknown route-map component "ABZg+l" | Unknown route-map component "CONTfq" |

| Station on track |

| Station on track |

| Small bridge over water |

| Station on track |

| Straight track + Unknown route-map component "GRZq" |

| Station on track |

| Unknown route-map component "HSTeBHF" |

| Small bridge over water |

| Unknown route-map component "HSTeBHF" |

| Station on track |

| Unknown route-map component "hKRZWae" |

|  | Unknown route-map component "v-STR" | Unknown route-map component "vSTR+l-" | Unknown route-map component "dCONTfq" |

| Unknown route-map component "d" | Unknown route-map component "exKBHFa" | Unknown route-map component "BHFSPLe" |  |

| Unknown route-map component "d" | Unknown route-map component "exKRWg+l" | Unknown route-map component "eKRWgr" |  |

| Unknown route-map component "exCONTgq" | Unknown route-map component "exSTRr" | Unknown route-map component "ABZg2" | Unknown route-map component "STRc3" | Unknown route-map component "d" |

| Unknown route-map component "d" |  | Unknown route-map component "STR+c1" | Unknown route-map component "CONT4" |

| Unknown route-map component "d" | Continuation forward |

## Traffico
La linea è percorsa da treni passeggeri di vari operatori: per quanto riguarda il servizio regionale lombardo, effettuato da Trenord, essa è percorsa dai regionali della direttrice D29 Voghera-Broni-Piacenza e da quelli della direttrice D23 Milano-Pavia-Stradella-Piacenza limitatamente al tratto tra Stradella e Piacenza. Per quanto riguarda il servizio regionale piemontese, effettuato dalla divisione locale di Trenitalia, esso copre con treni regionali la tratta tra Voghera e Alessandria. Fino al 2013 la tratta era percorsa anche da treni regionali finanziati dalla regione Emilia-Romagna che percorrevano l'intera tratta proseguendo poi verso Torino. Fino al 2018 la linea era percorsa anche da treni Frecciabianca che la percorrevano interamente nell'ambito del collegamento tra Torino e Bologna/Lecce/Roma.